# Барт Пренель
Барт Пренель (англ. Bart Preneel; 15 вересня 1963, Левен) — бельгійський криптограф і криптоаналітик, професор  Левенського католицького університету, член дослідницької групи COSIC президент  Міжнародної Асоціації Криптографічних Досліджень, керівник проекту ECRYPT.

## Області дослідження
Головною областю досліджень Барта Пренеля є інформаційна безпека. Основні напрямки його робіт: криптографічні алгоритми та протоколи, а також їх застосування в мобільному зв'язку, комп'ютерній та мережевій безпеці. Найбільш цікавими темами для досліджень є хеш-функції, алгоритми MAC, потокові й блокові шифри. Зокрема, працював над розробкою шифру MESH, який має складну раундову структуру, а алгоритм генерації ключів дозволяє MESH уникати проблеми слабких ключів.

## Професорська і дослідницька діяльність

### Викладання в університетах
Барт Пренель є «повним професором» (найвища посада (звання) професора) і викладає криптологію, мережеву безпеку, теорію кодування, і дискретну математику в Левенському Католицькому Університеті.
Він є запрошеним професором Данського Технічного Університету, Рурського Університету в Бохумі (Німеччина),  Технічного Університету Граца (Австрія),  Бергенського університету (Норвегія) і  Гентського університету (Бельгія).
У 1993—1994 роках був науковим співробітником в Каліфорнійському університеті в Берклі.

### Участь у публічних заходах
Барт Пренель є організатором IPICS 2006, та співорганізатором WISSEC 2006. Також організував дворічну Літню Школу з криптографії ESAT-COSIC. Головною перевагою цього курсу є те, що в ньому беруть участь фахівці з криптографії із різних сфер діяльності: починаючи від відомих дослідників в криптографії до фахівців в застосуванні криптографії в банківському й телекомунікаційному бізнесі. На останньому курсі було близько 80 учасників.
Пренель також читав лекції і курси в Австрії (2), Бразилії, Китаї, Данії, Естонії, Фінляндії (6), Франції (2), Греції (4), Індії, Лівані, Польщі (2), Іспанії, Швеції, Тунісі (2), Великій Британії та США (2).

### COSIC
Computer Security and Industrial Cryptography — науково-дослідна група при кафедрі електротехніки Левенського Католицького Університету, одним з керівників якої є професор Барт Пренель.
Метою науково-дослідницької діяльності COSIC є створення електронних систем для безпечної взаємодії. Наприклад, технології для збереження конфіденційності, створення стійких до злому підписів, якісної ідентифікації, абсолютної анонімності, безпечної оплати рахунків і чесних виборів.
Дослідження зосереджено на розробці, оцінці й реалізації криптографічних алгоритмів і протоколів для розвитку архітектури системи безпеки, для інформаційних і комунікаційних систем.
Пренель вніс свій цінний внесок в зростання дослідницької групи COSIC. У цю групу входило близько 12 постдоків, 40 аспірантів і дослідників.

### ECRYPT II
Барт Пренель — керівник проекту Товариство передового Досвіду в криптографії ECRYPT II (European Network of Excellence for Cryptology II (2008—2013)).
ECRYPT II — Європейська мережа передового досвіду в області криптографії, що фінансується в рамках Сьомої Програми Європейської Комісії (англ. Information & Communication Technologies (ICT) англ. Programme of the European Commission's Seventh Framework Programme (FP7)) під номер контракту ІКТ-2007-216676 інформаційних і комунікаційних технологій.
ECRYPT II розпочався 1 серпня 2008 року і закінчився 31 січня 2013 року. Його мета полягала в подальшій посиленні співпраці європейських дослідників в області інформаційної безпеки.

### IACR
Міжнародна Асоціація Криптографічних досліджень (англ. The International Association for Cryptologic Research (IACR)) є некомерційною науковою організацією, мета якої полягає в подальших дослідженнях в криптології та суміжних областях. Барт Пренель займав посаду одного з директорів в IACR на термін з 2014 по 2016.

### Співпраця з EEMA
Група COSIC, з подачі керівника Барта Пренеля, налагодила співпрацю з EEMA. Керівник кафедри ЕЕМА, Джон Шамах, коментує цей факт:
Барт був давнім другом ЕЕМА. Його поважають, як одного з провідних світових авторитетів у криптографії….. Ми вітаємо Барта в Раді ЕЕМА та чекаємо нових горизонтів, які він відкриє на користь наших членів— Jon Shamah.

## Роботи Пренеля

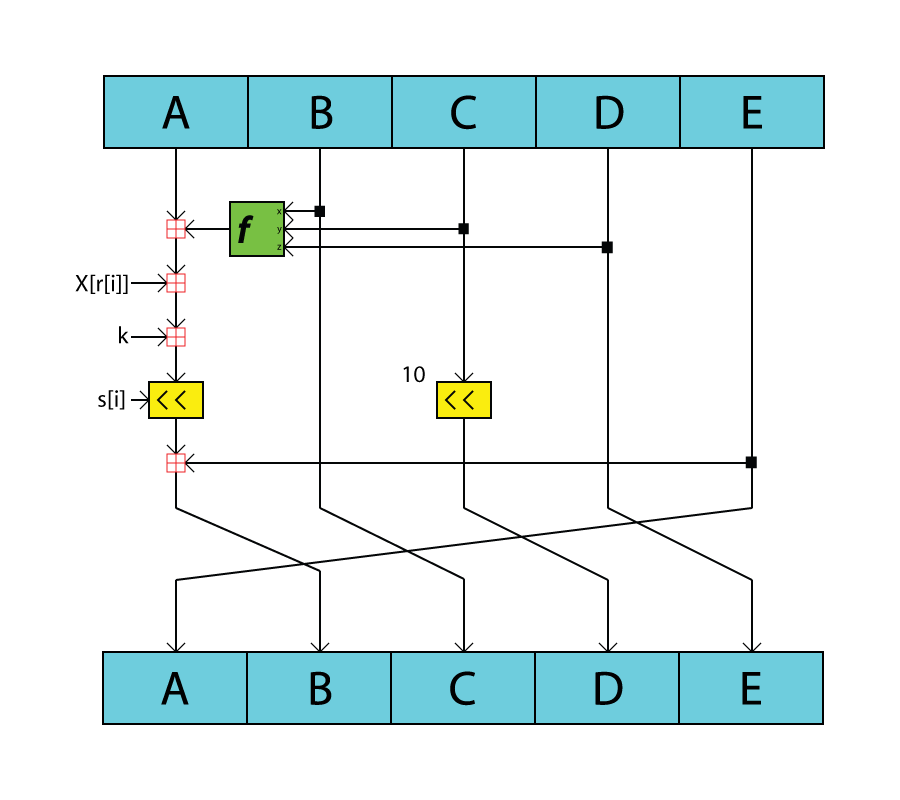
Суб-блок функції стиснення алгоритму гешування RIPEMD 160

### RIPEMD-160
RIPEMD-160 (англ. RACE Integrity Primitives Evaluation Message Digest) — геш-функція, розроблена в  Левенському Католицькому Університеті Бартом Пренелем ( Bart Preneel), Хансом Доббертіном ( Hans Dobbertin) і Антоном Босселарсом (Antoon Bosselaers) і вперше опублікована в 1996 році.
Для довільного вхідного повідомлення функція генерує 160-розрядне геш-значення, зване  Геш-сумою повідомлення. RIPEMD-160 є покращеною версією RIPEMD, яка використовує принципи MD4 і по продуктивності порівнянна з більш популярною SHA-1.
Також існують 128, 256 і 320-бітові версії цього алгоритму, які, відповідно, називаються RIPEMD-128, RIPEMD-256 і RIPEMD-320. 256 і 320-бітові версії відрізняються подвоєною довжиною геш-функції, що зменшує ймовірність  колізій, але при цьому функції не є більш  крипостійкою.

### Одностороння функція стиснення Міагучі-Пренеля

Одностороння функція стиснення Міагучі-Пренеля

Одностороння функція стиснення Міагучі-Пренеля (англ. The Miyaguchi-Preneel single-block-length one-way compression function) є розширеним варіантом аналогічної функції англ. Matyas-Meyer-Oseas. Це була функція, незалежно запропонована Бартом Пренелем і Сьодзо Міагучі.

## Науковець про себе
Я повний професор (gewoon hoogleraar) в дослідницькій групі COSIC відділу електротехніки Katholieke Universiteit Leuven в Бельгії. Моя основна область досліджень — інформаційна безпека. У моїх дослідженнях основна увага приділяється криптографічним алгоритмам і протоколам, а також їх додаткам для комп'ютерної та мережевої безпеки й мобільного зв'язку. Мої улюблені теми досліджень — геш-функції, алгоритми MAC, потокові шифри і блок-шифри. Я все ще працюю над своєю книгою про геш-функціях (моя кандидатська дисертація з цього питання виходить з друку, але, нарешті, це електронна версія з 1993 року). Я сподіваюся завершити її до кінця 2013 року. Моя улюблена геш-функція — RIPEMD-160. Мій улюблений MAC — MDx-MAC).
— Bart Preneel